# Допоміжні сили Берегової охорони США
Допоміжні сили Берегової охорони США (англ. United States Coast Guard Auxiliary) — напіввійськовий допоміжний компонент Берегової охорони Сполучених Штатів Америки. Допоміжні сили були засновані 23 червня 1939 року, як Резерв Берегової охорони, для підтримки її дій за винятком прямої участі в бойових діях або актам пов'язаних з правозастосуванням.